# احمد سیاف‌زاده
احمد سیاف‌زاده (۱۲ اردیبهشت ۱۳۳۵ – ۱ بهمن ۱۳۹۰) سرتیپ سپاه پاسداران انقلاب اسلامی بود، که در طول جنگ ایران و عراق از اعضای سپاه پاسداران انقلاب اسلامی محسوب می‌شد و در اغلب عملیات‌های اصلی سپاه در جنگ، حضوری فعال داشت.
وی از طراحان عملیات‌های طریق‌القدس، فتح‌المبین، خیبر و بدر، والفجر ۸ و کربلای ۵ محسوب می‌شود و به‌علت عملکردش در عملیات خیبر، نشان درجه دو فتح دریافت نمود.
سیاف‌زاده فعالیت‌های نظامی را از کمیته‌های انقلاب اسلامی آغاز کرد و در پی تأسیس سپاه پاسداران، در اردیبهشت ۱۳۵۸ به این نهاد پیوست. وی در طول جنگ ایران و عراق، تا سال ۱۳۶۱ مسئول طرح و عملیات قرارگاه قدس بود و از سال ۱۳۶۱ تا ۱۳۶۹ نیز مسئولیت عملیات قرارگاه کربلا را برعهده داشت. او از سال ۱۳۷۱ تا سال ۱۳۷۴ معاون عملیات اداره عملیات ستاد مشترک سپاه پاسداران بود و در فاصله سالهای ۱۳۷۷ تا ۱۳۸۳ فرماندهی دانشگاه فرماندهی و ستاد سپاه پاسداران را برعهده داشت.
سیاف‌زاده دانش‌آموخته کارشناسی جغرافیای نظامی و کارشناسی ارشد روابط بین‌الملل از دانشگاه تهران، همچنین کارشناسی ارشد مدیریت دفاعی از دانشگاه فرماندهی و ستاد بود. وی از جانبازان جنگ بود و در سال ۱۳۹۰ بر اثر عوارض ریوی درگذشت.